# Radnor Township (Pennsylvanie)
Radnor Township est un township situé au nord du comté de Delaware, en Pennsylvanie, aux États-Unis,. En 2020, il comptait une population de 33 228 habitants.

## Démographie
Lors du recensement de 2020, le township comptait une population de 33 228 habitants. Elle est estimée, en 2023, à 33 732 habitants.

### Source de la traduction
- (en) Cet article est partiellement ou en totalité issu de l’article de Wikipédia en anglais intitulé « Radnor Township, Delaware County, Pennsylvania » (voir la liste des auteurs).